# Hertha Ayrton
Hertha Marks Ayrton (Portsea, 28 april 1854 – Bexhill-on-Sea, 23 augustus 1923) was een Brits natuurkundige, wiskundige en elektrotechnisch onderzoekster. Door de Royal Society werd ze onderscheiden met de Hughes Medal voor haar werk over elektrische vlambogen en booglampen.

## Biografie
Hertha Ayrton werd  op 28 april 1854 geboren als Phoebe Sarah Marks in Portsea, graafschap Hampshire. Ze was het derde van acht kinderen van de Pools-Joodse uurwerkmaker Levi Marks, een immigrant die vanwege de pogroms het toenmalige Russisch Polen was ontvlucht. Haar moeder was Alice Theresa Moss, een naaister en de dochter van glashandelaar Joseph Moss uit Portsea. Tijdens haar tienerjaren nam zij de roepnaam Hertha aan, naar de Teutonische aardgodin die beschreven wordt in een antireligieus gedicht van Algernon Charles Swinburne uit 1869.
Haar vader overleed in 1861, zodat haar moeder in armoede achterbleef met zeven kinderen en een achtste op komst. Sarah nam toen de verantwoordelijkheid op zich voor de verzorging van de drie jongste kinderen. Desondanks was haar moeder van mening dat meisjes een net zo goede opleiding mochten volgen als jongens. Toen Sarah negen jaar oud was werd ze uitgenodigd door haar tantes, die een school hadden in noordwest Londen, om bij haar neven in te wonen en onderwijs bij hen te gaan volgen. Ze stond bekend als een vurige, af en toe eigenwijze studente. Rond haar zestiende jaar was ze werkzaam als gouvernante. Het geld dat ze hiermee verdiende stuurde ze op naar haar moeder voor de financiële ondersteuning van het gezin.
Aangemoedigd door de feministe Barbara Bodichon ging ze in Cambridge wiskunde studeren aan Girton College, een college die in 1869 was opgericht voor het universitair opleiden van vrouwen. Ze werd daar gecoacht door natuurkundige Richard Glazebrook. Gedurende haar tijd in Cambridge ontwikkelde Hertha een sfygmomanometer (bloeddrukmeter), leidde ze een zangvereniging en richtte ze de Girton brandweerbrigade op. Samen met Charlotte Scott startte ze een wiskundeclub. In 1880 slaagde ze voor Mathematical Tripos, maar Cambridge verleende haar geen academische graad omdat in die tijd Cambridge alleen certificaten en geen volledige diploma's aan vrouwen gaf. In 1881 slaagde ze voor een speciaal examen aan de Universiteit van Londen die haar een Bachelor of Science toekende.
In de daarop volgende jaren werkte ze als docente wiskunde in Londen aan Notting Hill en Ealing High School. Daarnaast bedacht ze wiskundige vraagstukken waarbij ze tevens de oplossing zocht. Vele daarvan werden gepubliceerd in "Mathematical Questions and Their Solutions" van de "Educational Times". In 1884 vond ze een steekpasser uit, een mechanisch tekengereedschap om een lijn in gelijke delen te verdelen voor het vergroten of verkleinen van een figuur.
Ze begon avondlessen te geven aan het pas opgerichte Finsbury Technical College, terwijl ze overdag lessen natuurkunde volgde bij de Britse fysicus William Edward Ayrton, een pionier op het gebied van de elektrotechniek en natuurkunde en lid van de Royal Society of London. William was weduwnaar en had een jonge dochter. In 1885 trad ze met hem in het huwelijk en vanaf dat moment stond ze bekend als Hertha Ayrton. Ze werd zijn vaste assistent bij zijn experimenten met elektriciteit. Daarnaast voerde ze ook eigen proeven uit, met name onderzocht ze de karakteristieke eigenschappen van elektrische booglampen. Aan het eind van de negentiende eeuw werden booglampen veel gebruikt voor straatverlichting. Er waren echter wat problemen met deze lampen. Ze flikkerden soms en het gesis was een belangrijk bijverschijnsel. In 1895 schreef zij een serie artikelen voor The Electrician, waarin zij uitlegde dat deze verschijnselen veroorzaakt werden doordat zuurstof in contact kwam met de koolstofstaven die gebruikt werden om de vlamboog te maken. In 1902 verscheen er een internationaal geaccepteerd handboek van haar hand: "The Electric Arc" dat een samenvatting van haar onderzoek naar booglampen bevatte. Haar werk trok veel aandacht en ze werd een bekende expert op dit gebied in Groot-Brittannië.
In 1899 werd haar als eerste vrouw toegestaan een paper met als titel "The Hissing of the Electric Arc" voor te lezen bij het Institution of Electrical Engineers (het huidige IET). Kort daarna werd zij gekozen tot lid van dit instituut. Ten tijde van haar overlijden in 1923 was ze nog steeds het enige vrouwelijk lid. In 1906 werd ze onderscheiden met de Hughes Medal voor haar werk aan elektrische vlambogen en zandrimpelingen.

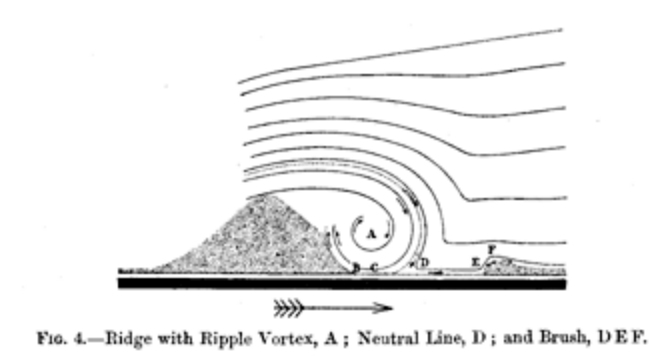
Figuur uit de publicatie over de zandribbels

In 1901 wilde zij een verhandeling presenteren bij de Royal Society, maar dat werd haar niet toegestaan vanwege haar sekse. Haar lezing, "The Mechanism of the Electric Arc" werd in haar plaats gegeven door John Perry. In 1902 werd ze door Perry voorgedragen om lid te worden van de Royal Society. Haar nominatie werd resoluut afgewezen omdat "getrouwde vrouwen niet in aanmerking komen als Fellows van de Royal Society". In 1904 werd het haar wel toegestaan om als eerste vrouw haar eigen lezing te geven bij de Royal Society. Deze lezing had als titel "The origin and growth of ripple-mark". De lezing had als onderwerp de ribbels die in zand kunnen ontstaan onder de invloed van heen en weer stromend water. Zij bleef hierna onderzoek verrichten aan wervels. Tijdens de Eerste Wereldoorlog ontwikkelde ze de Ayrton Flapper Fan, die aan het oorlogsfront gebruikt kon worden om gifgas met behulp van wervelende lucht uit de loopgraven te verdrijven. Later werden deze apparaten toegepast om de ventilatie in mijnen ten behoeve van de mijnwerkers te verbeteren.
Hertha zette zich vanaf 1908, na het overlijden van haar echtgenoot, politiek actief in voor het vrouwenkiesrecht, dat uiteindelijk in 1918 in Engeland werd ingevoerd. Haar dochter, Barbara Bodichon Ayrton (1886-1950), zou later Labour-parlementslid worden. In 1912 gaf ze tijdelijk onderdak aan voor Marie Curie en haar dochters na de dood van haar man en het rumoer dat in Frankrijk was ontstaan vanwege haar relatie met de getrouwde Langevin. Hertha Ayrton overleed in 1923 op 69-jarige leeftijd aan de gevolgen van een bloedvergiftiging.

## Publicaties (selectie)
- The Mechanism of the Electric Arc PDF, Philosophical Transactions of the Royal Society of London. Series A, Containing Papers of a Mathematical or Physical Character, Vol. 199, (1902), pp. 299–336. DOI:10.1098/rsta.1902.0016.
- On the Non-Periodic or Residual Motion of Water Moving in Stationary Waves PDF, Proceedings of the Royal Society of London. Series A, Containing Papers of a Mathematical and Physical Character, Vol. 80, No. 538 (Apr. 6, 1908), pp. 252–260. DOI:10.1098/rspa.1908.0022.
- The Origin and Growth of Ripple-Mark PDF, Proceedings of the Royal Society of London. Series A, Containing Papers of a Mathematical and Physical Character, Vol. 84, No. 571 (Oct. 21, 1910), pp. 285–310. DOI:10.1098/rspa.1910.0076.
- Local Differences of Pressure Near an Obstacle in Oscillating Water PDF, Source: Proceedings of the Royal Society of London. Series A, Containing Papers of a Mathematical and Physical Character, Vol. 91, No. 631 (Jul. 1, 1915), pp. 405–410. DOI:10.1098/rspa.1915.0031.
- On a New Method of Driving off Poisonous Gases PDF, Source: Proceedings of the Royal Society of London. Series A, Containing Papers of a Mathematical and Physical Character, Vol. 96, No. 676 (Oct. 9, 1919), pp. 249–256. DOI:10.1098/rspa.1919.0051.

- CiNii: DA1977414X
- Gemeinsame Normdatei: 1053393512
- International Standard Name Identifier: 0000 0001 3956 9075
- Library of Congress Control Number: no2016059206
- SNAC: w6d65rz5
- Système universitaire de documentation: 139267107
- Virtual International Authority File: 190851991
- WorldCat: E39PBJpv43ybV7TpG39YgP7PwC